# Spust migawki

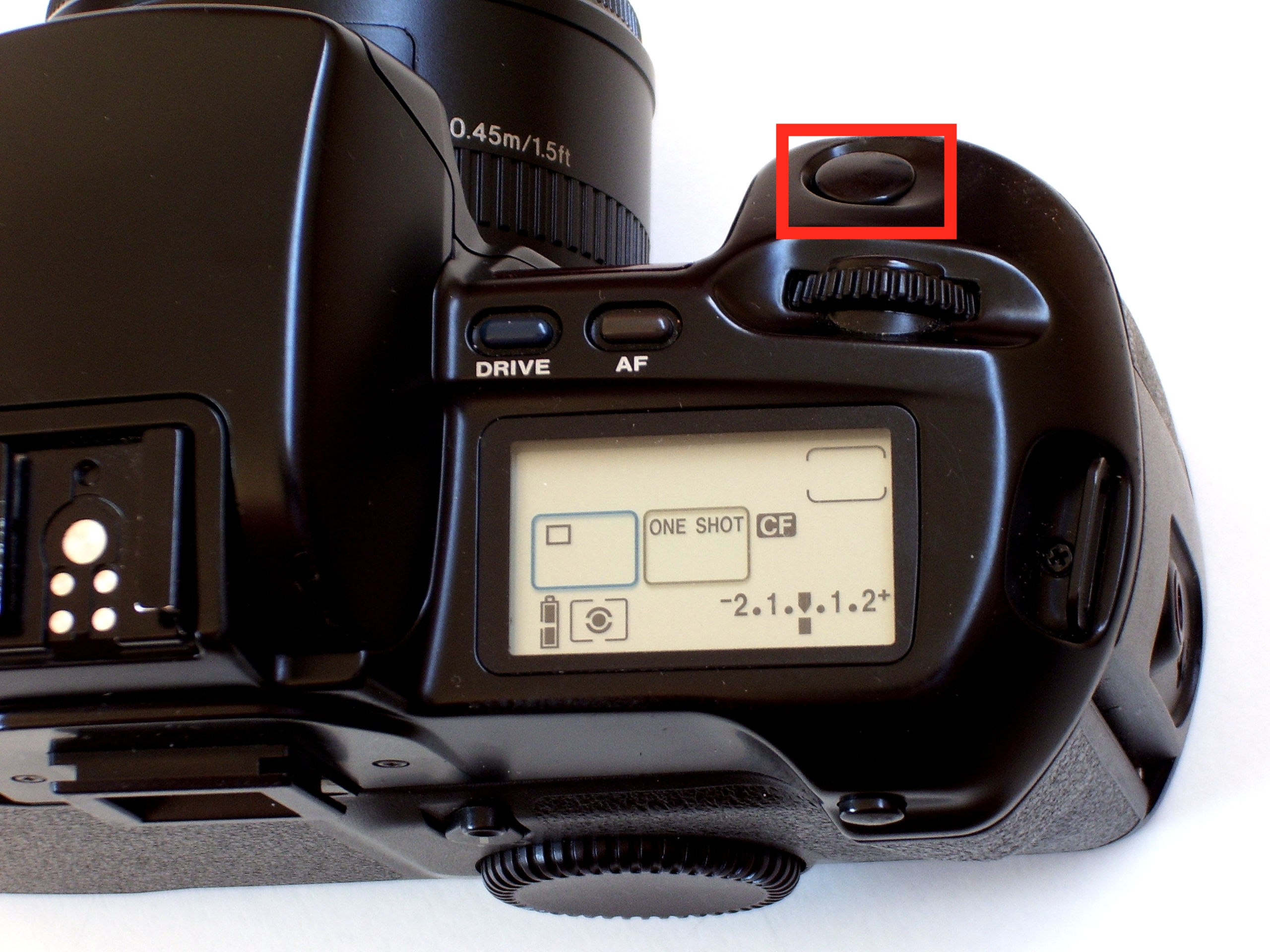
Spust migawki oznaczony czerwonym prostokątem

Spust migawki – przycisk znajdujący się na większości aparatów fotograficznych, służący do rozpoczęcia wykonywania zdjęcia. Spust migawki jest jednym z podstawowych elementów budowy aparatu fotograficznego.
W nowoczesnych aparatach fotograficznych przycisk spustu migawki jest najczęściej dwustopniowy – po naciśnięciu „do połowy” następuje automatyczne ustawienie ostrości obrazu i pomiar światła, dzięki czemu ustalane są parametry ekspozycji, następnie po całkowitym jego wciśnięciu następuje otwarcie migawki, która po czasie ustalonym dla danej ekspozycji zamyka się, kończąc wykonywanie zdjęcia. W bardziej zaawansowanych aparatach spust migawki może służyć do ręcznego ustawienia ekspozycji, umożliwiają to tryby ekspozycji Bulb (na pokrętle nastawczym aparatu oznaczony jako „B”) lub Time (oznaczany „T”) – w przypadku trybu Bulb migawka pozostaje otwarta tak długo, jak długo wciśnięty jest przycisk spustu migawki. W trybie Time po naciśnięciu i zwolnieniu spustu migawki następuje jej otwarcie, a zamyka się ona dopiero po powtórzeniu tej czynności. Naświetlanie materiału światłoczułego w obu przypadkach może trwać wiele godzin, jednak praktycznie tak długie naświetlanie jest zalecane w trybie Time.
By uniknąć drgań aparatu wywołanych naciśnięciem przycisku, stosuje się wężyk spustowy lub zdalne (bezprzewodowe) uwalnianie migawki przy pomocy pilota.